# Годжра
Годжра (англ. Gojra) — город в провинции Пенджаб, Пакистан, расположен в округе Тоба-Тек-Сингхе. Население — 157 863 чел. (на 2010 год).

## История
В 2009 году в Годжре произошли серьёзные столкновения на религиозной почве между мусульманами и христианами. 8 христиан были убиты в ходе беспорядков.

## Демография
| 1961   | 1972   | 1981   | 1998    | 2010    |
| ------ | ------ | ------ | ------- | ------- |
| 29 665 | 41 975 | 68 000 | 114 967 | 157 863 |